# Ivano Camozzi
Ivano Camozzi (* 12. April 1962 in Albino) ist ein ehemaliger italienischer Skirennläufer.

## Karriere
Camozzi gewann seine ersten Weltcuppunkte am 11. Januar 1983 beim Riesenslalom von Adelboden. Seine erfolgreichste Saison feierte er im Winter 1987/88. Er konnte sich in der Weltspitze im Riesenslalom etablieren. Bei den Olympischen Winterspielen in Calgary verpasste er als Vierter im Riesenslalom nur knapp eine Medaille. Seinen einzigen Podestplatz im Weltcup erreichte er im am 23. November 1989 beim Riesenslalom von Park City hinter dem Norweger Ole Kristian Furuseth und dem Schweizer Pirmin Zurbriggen. 
Jedoch konnte er an diese Leistungen nicht mehr anknüpfen, so gelangen ihm nur noch zwei Platzierungen in den Weltcuppunkten, bevor er schließlich seine Karriere beendete.

## Privates
Camozzi war mit der Schweizer Skirennläuferin Michela Figini verheiratet, aus der Ehe stammen zwei Kinder.

## Erfolge

### Olympische Winterspiele
- Calgary 1988: 4. Riesenslalom, 10. Super-G, DNF Slalom

### Weltcup
- 2 Platzierungen unter den besten 5, davon ein Podestplatz

### Weitere Erfolge
- Bronze bei den italienischen Meisterschaften im Riesenslalom (1985)